# 莫多乡
莫多乡，是中华人民共和国四川省甘孜藏族自治州巴塘县下辖的一个乡镇级行政单位。
2014年12月，造價達200億人民幣，以莫多鄉命名的莫多公路正式通車。

## 行政区划
莫多乡下辖以下地区：
桑龙西村、莫多村、色曲岗村、郎翁村、措松龙村和岗佐村。